# 天统 (北齐)
天统（565年四月—569年十二月）是北齊後主高纬的年号，歷時4年餘。

## 纪年
| 天统 | 元年  | 二年  | 三年  | 四年  | 五年  |
| ---- | ----- | ----- | ----- | ----- | ----- |
| 公元 | 565年 | 566年 | 567年 | 568年 | 569年 |
| 干支 | 乙酉  | 丙戌  | 丁亥  | 戊子  | 己丑  |

## 參看
- 中国年号索引
  - 其他使用天统年號的政權
- 同期存在的其他政权年号
  - 天保（562年二月—585年十二月）：西梁政權梁明帝萧岿的年号
  - 天嘉（560年正月—566年二月）：南朝陈政權陳文帝陈蒨的年号
  - 天康（566年二月—十二月）：南朝陈政權陳文帝陈蒨的年号
  - 光大（567年正月—568年十二月）：南朝陈政權陳廢帝陈伯宗的年号
  - 太建（569年正月—582年十二月）：南朝陈政權陳宣帝陈顼的年号
  - 保定（561年正月—565年十二月）：北周政权周武帝宇文邕年号
  - 天和（566年正月—572年三月）：北周政权周武帝宇文邕年号
  - 延昌：高昌政权麴乾固年号
  - 開國（551年—568年）：新羅真興王之年號
  - 大昌（568年—572年）：新羅真興王之年號